# Branchinecta readingi
Branchinecta readingi är en kräftdjursart som beskrevs av Denton Belk 2000. Branchinecta readingi ingår i släktet Branchinecta och familjen Branchinectidae. Inga underarter finns listade.